# Eugen Arns
Eugen Friedrich Arns (* 28. Januar 1895 in Kevelaer; †  31. Oktober 1966 in Düsseldorf) war ein deutscher Pilot und Flugpionier. Er gilt als der jüngste deutsche Pilot in den frühen Jahren der Luftfahrt, wodurch er zugleich zu den Alten Adlern zählt.

## Biografie
Arns Familie zog um 1900 nach Krefeld, wo sein Vater eine Zelluloidwaren-Fabrik besaß. Arns absolvierte eine Lehre als Kaufmann und kam um 1910/11 im Alter von 15 Jahren zur Gesellschaft für Flugsport in Krefeld. Dort wurde er „Chefpilot“ und lernte so schon früh die Flugkunst. Er wurde beim Flugtag 1912 mit einem Sonderpreis der Stadt Krefeld ausgezeichnet. Man nannte ihn damals den jüngsten Piloten der Welt, weil er im Alter von 13 Jahren zusammen mit seinem Bruder „ein Fluggerät mit Landeklappen und Vergrößerungsmöglichkeiten für die Tragflächen“ konstruiert hatte. Arns war bereits im September 1911 aus einer Höhe von 5 m abgestürzt, woraufhin die Kinder aus dem Krefelder Stadtteil Traar reimten: „Eugen Arns, der große Held, er flog in das Kartoffelfeld“. Die Westdeutsche Zeitung bezeichnete ihn weiterhin als den ersten Flieger, den die Stadt Krefeld noch vor Werner Voß und Emil Schäfer hervorgebracht hat: „das Flugzeug eines einsamen und leidenschaftlichen Forschers, des Fliegers Eugen Arns“.
Im Jahr 1912 zog Arns nach Holten, um auf dem dortigen Flugplatz Holten zu lernen. Dort legte er bei den Fluglehrern Karl und Peter Strack am 9. Juli 1912 mit 17 Jahren sein Pilotenexamen ab. Seine amtliche Fluglizenz wurde jedoch erst am 11. Juli 1913 vom Deutschen Luftfahrerverband ausgestellt, da diese damals nur an Volljährige ausgegeben wurden. Von den 817 ausgestellten Lizenzen trägt seine somit die relativ hohe Nummer 463, wäre sie direkt nach Erwerb der Lizenz erteilt worden, hätte sie voraussichtlich die Nummer 204 gehabt. In der Zwischenzeit arbeitete Arns bei seinen ehemaligen Fluglehrern Karl und Peter Strack ebenfalls als Fluglehrer.
Mitte 1913 zog Arns zurück nach Krefeld. Dort gründete er auf dem Flugplatz Krefeld-Egelsberg die „Erste Krefelder Fliegerschule“. Diese wurde jedoch bereits 1914 von Georg Mürau übernommen. Am 9. Juli 1913 stürzte Arns „aus beträchtlicher Höhe“ über dem Flugplatz Egelsberg ab und wurde „schwer, doch nicht lebensgefährlich“ verletzt. Sein Flieger wurde vollständig dabei zerstört.
Im Ersten Weltkrieg diente Arns als Marineflieger, bei welchen er zum Feldwebel aufstieg. Nach dem Krieg übte er eine Tätigkeit als Kaufmann aus, bis er ab 1924 wieder als Flieger arbeitete. Ihm wurde währenddessen das Eiserne Kreuz zweiter Klasse verliehen.
Ab Oktober 1924 war er bei der Flugzeugbaufirma Hüffer in Paderborn, nach deren Konkurs ab Mai 1926 bei der Firma Siegfried Fuhrken in Bad Oeynhausen als Fluglehrer angestellt. 1930 wechselte er zu der Raab-Katzenstein-Flugzeugwerke GmbH auf dem Flughafen Krefeld-Bockum, wo er als Werksflieger angestellt war. 1933 reiste Arns mit Antonius Raab nach Tallinn, um dort den Lizenzbau zweier Raab Schwalbe II beim estnischen Luftsportverband zu begleiten.
Im Zweiten Weltkrieg ließ sich Arns 1935 bei der Luftwaffe reaktivieren, 1940 wurde ihm dort der Titel „Flugkapitän“ verliehen. Zum Kriegsende war Arns Flugleiter auf dem Fliegerhorst Berlin-Staaken und diente dort als Hauptmann der Luftwaffe.
Nach dem Krieg zog er zurück ins Rheinland nach Düsseldorf, wo er auch verstarb. Er war mit Frieda Emma Gronert verheiratet. 1973 benannte die Stadt Krefeld eine Straße am Flugplatz Egelsberg nach ihm.